# Облога Вщижа
Облога Вщижа 1160 року — подвійний похід Святослава Ольговича і його союзників проти Святослава Володимировича вщизького, союзника Ізяслава Давидовича. Закінчився перемогою Святослава Ольговича.

## Причини
Після розорення смоленських земель Ізяславом і половцями взимку 1159/60 років Святослав Ольгович з допомогою своїх київсько-смоленських союзників здійснив похід на Вщиж.

## Перший похід
У першому поході брав участь сам Святослав, Всеволодовичі й Рюрик Ростиславич. Ізяслав звернувся за допомогою до Андрія Боголюбського, і той вислав військо на чолі зі своїм сином Ізяславом, що включало і муромців. Довідавшись про його наближення, союзники відступили від Вщижа.
Під час стратегічної паузи дочка Андрія Боголюбського була видана заміж за Святослава Вщизького.

## Другий похід
Другий похід було організовано дружинами, значно переважали сили, які брали участь у першому поході. У другому поході брали участь київський, галицький і полоцький полки. Вщиж осаджувався 5 тижнів, після чого був укладений мир, за яким Святослав Володимирович визнав свого дядька Святослава Ольговича замість батька.